# Paranemastoma multisignatum
Nemastoma multisignaltum is een hooiwagen uit de familie aardhooiwagens (Nemastomatidae). De originele naamcombinatie (protoniem) was Nemastoma (Dromedostoma) multisignatum Hadži, 1973. Het was een spelfout als "multisignaltum". Na 2023 de geldige combinatie is Paranemastoma multisignatum (Hadži, 1973) in Schönhofer 2013.